# Saint-Loup-Terrier
Saint-Loup-Terrier település Franciaországban, Ardennes megyében. Lakosainak száma 179 fő (2022. január 1.). Saint-Loup-Terrier Baâlons, Bouvellemont, Chesnois-Auboncourt, Écordal, Guincourt, Jonval, Mazerny, Tourteron és Wignicourt községekkel határos.

## Népesség
A település népessége az elmúlt években az alábbi módon változott:
| Lakosok száma | 203  | 156  | 167  | 160  | 170  | 177  | 179  | 182  | 182  | 179  |
|               | 1968 | 1982 | 1990 | 2006 | 2013 | 2015 | 2017 | 2019 | 2020 | 2022 |